# Улица Берзина (Липецк)
У́лица Бе́рзина (у́лица Я́на Бе́рзина) — улица в Советском и Октябрьском округах Липецка. Проходит от площади Космонавтов до улицы Водопьянова. Разделяет 10-й и 11-й микрорайоны. Является магистралью, связывающей Западный и Юго-Западный жилые массивы города.

## История

Мемориальная доска в честь Яна Берзина

Улица была сформирована в 1983 году после строительства трассы через Каменный Лог, соединившей улицы Космонавтов и Водопьянова. Тогда же по ней было открыто автобусное и троллейбусное движение. Название получила 3 февраля 1984 года в честь Яна Андреевича Берзина (1890—1938), начальника строительства Новолипецкого металлургического завода, а затем его первого директора.

## Застройка
Застроена только в Советском округе. В начале расположен 20-этажный жилой дом (№ 2) — первый из подобных высоток, возведённых в Липецке. На его фасаде установлена мемориальная доска в память о Яне Берзине.
Практически все строения по нечётной стороне адресованы по Звёздной улице, так как были построены в 1970-е годы, то есть задолго до образования улицы Берзина. После пересечения Каменного лога имеет почти 200-метровый участок до улицы Водопьянова.

## Транспорт
На всём протяжении улицы Яна Берзина ходят автобусы:
- авт. 2т, 30, 300, 306, 321, 330, 343, 345, 359, 378, ост.: «Ул. Вермишева»